# Wortwell
Wortwell is een civil parish in het bestuurlijke gebied South Norfolk, in het Engelse graafschap Norfolk met 561 inwoners.